# نورثبرو (كامبريدجشير)
نورثبرو (بالإنجليزية: Northborough, Cambridgeshire)‏ هي قرية و أبرشية مدنية تقع في المملكة المتحدة في إنجلترا. يقدر عدد سكانها بـ 1,318 نسمة .